# Locofocos

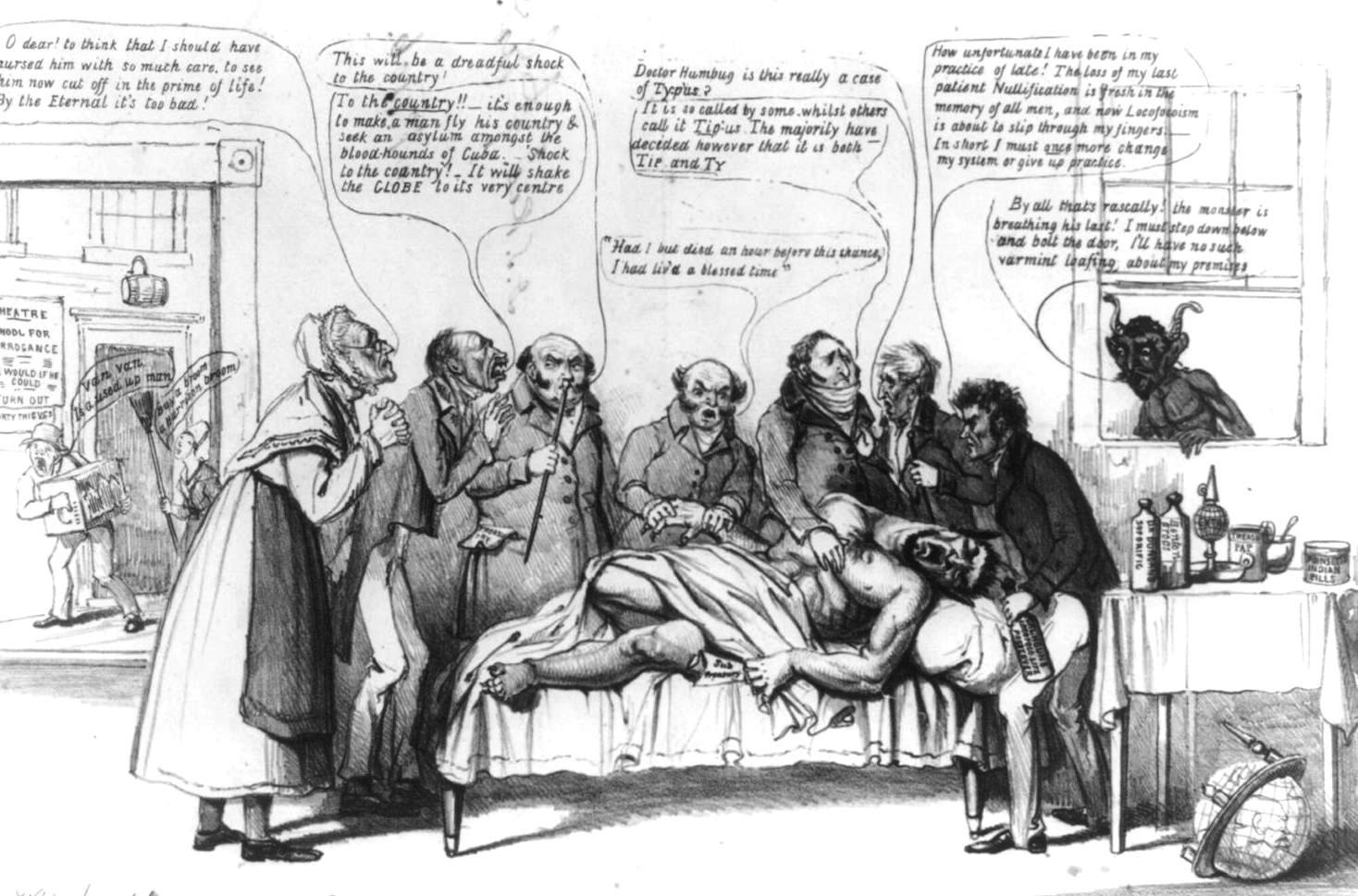
Caricatura que celebra la derrota del locofocoísmo en 1840

Los Locofocos eran una facción del Partido Demócrata de los Estados Unidos que existió desde 1835 hasta mediados de la década de 1840.

## Historia
La facción originalmente se llamaba  Partido por la Igualdad de Derechos, y fue creada en Ciudad de Nueva York como protesta contra la organización demócrata regular de esa ciudad ("Tammany Hall"). Contenía una mezcla de demócratas anti-Tammany y veteranos sindicales del Partido de los Trabajadores, el último de los cuales había existido desde 1828 hasta 1830. Eran vigorosos defensores del "laissez-faire" y opositores del monopolio. Su principal intelectual fue el redactor editorial William Leggett.
El nombre "Locofoco" deriva de una especie de fricción partido. Se originó cuando un grupo de demócratas de  Nueva York de corte  Jacksonians utilizó esos fósforos para encender velas para continuar una reunión política después de que los hombres de Tammany intentaron interrumpir la reunión apagando el luces de gas.
Los Locofocos estuvieron involucrados en el Motín de la harina de 1837. En febrero de 1837, los Locofocos celebraron una reunión masiva en City Hall Park (Nueva York) para protestar por el aumento del costo de vida. Cuando la multitud reunida se enteró de que se había acumulado harina en los almacenes del Lower East Side, cientos se apresuraron a ir a los almacenes, lo que provocó el arresto de 53 personas. La Asamblea del Estado de Nueva York culpó a los Locofocos por los disturbios y abrió una investigación sobre ellos.
Los Locofocos nunca controlaron el partido a nivel nacional y declinaron después de 1840, cuando el gobierno federal aprobó la Ley del Tesoro Independiente. Esto les aseguró que el gobierno no reanudaría su participación en la banca, que había sido un objetivo clave de la facción. En  la elección presidencial de 1840, el término "Locofoco" fue aplicado a todo el Partido Demócrata por sus opositores  Whig, tanto porque el presidente demócrata Martin Van Buren había incorporado a muchos, las ideas de los Locofocos en su política económica, y porque los Whigs consideraban el término despectivo.
En general, Locofocos apoyaba a Andrew Jackson y Van Buren, y estaba a favor del libre comercio, una mayor circulación de  especie, protecciones legales para los sindicatos y contra el papel moneda, especulación  y bancos estatales. Entre los miembros prominentes de la facción estaban William Leggett, William Cullen Bryant, Alexander Ming Jr., John Commerford, Levi D. Slamm, Abram D. Smith, Henry K. Smith, Isaac S. Smith, Moses Jacques, Gorham Parks y Walt Whitman  (entonces editor de un periódico).
Ralph Waldo Emerson dijo de los Locofocos: "La nueva raza es rígida, embriagadora y rebelde; son fanáticos de la libertad; odian peajes, impuestos, autopistas, bancos, jerarquías, gobernadores, sí, casi todas las leyes."

## Origen del nombre
John Marck usó originalmente el nombre Loco-foco para un cigarro de encendido automático, que había patentado en abril de 1834. Marck, un inmigrante, inventó su nombre a partir de una combinación del prefijo latino loco, que como parte de la palabra "locomotora" había entrado recientemente en uso público general, y por lo general se malinterpretaba en el sentido de "yo", y un error ortográfico de la palabra italiana "fuoco" para "fuego". Por lo tanto, el nombre de Marck para su producto se entendió originalmente en el sentido de "auto-disparo". Parece que el término de Marck fue rápidamente genérico para significar cualquier fósforo que se enciende automáticamente, y fue este uso del que la facción derivó su nombre.
Los Whigs rápidamente se apoderaron del nombre, aplicando una derivación alternativa de "Loco Foco", de la combinación de la palabra española loco, que significa loco o loco, y "foco", de focus o fuego fuego. Su significado entonces fue que la facción y más tarde todo el partido demócrata, fue el "foco de la locura". El uso de "Locofoco" como un nombre despectivo para el Partido Demócrata continuó hasta bien entrada la década de 1850, incluso después de la disolución del Partido Whig y la formación del  Partido Republicano.

## En la cultura popular
- Fleshies grabó "Locofoco Motherfucker" en "Kill The Dreamer's Dream" (2001), que interpretó la política contemporánea en referencia al movimiento locofoco.[13]

## Otras lecturas
- Degler, Carl (1956). «The Locofocos: Urban 'Agrarians'». Journal of Economic History 16 (3): 322-33. JSTOR 2114593. doi:10.1017/s0022050700059222.
- Greenberg, Joshua R. Advocating The Man: Masculinity, Organized Labor, and the Household in New York, 1800–1840 (New York: Columbia University Press, 2008), 190–205.
- Hofstadter, Richard (1943). «William Leggett, Spokesman of Jacksonian Democracy». Political Science Quarterly 58 (4): 581-594. JSTOR 2144949. doi:10.2307/2144949.
- Jenkins, John Stilwell. History of the Political Parties in the State of New-York (Suburn, NY: Alden & Markham, 1846)
- Schlesinger, Arthur M., Jr. The Age of Jackson. (Boston: Little, Brown, 1953 [1945]) For a description of where the Locofocos got their name, see Chapter XV.
- Trimble, William (1921). «The social philosophy of the Loco-Foco democracy». American Journal of Sociology 26 (6): 705-715. JSTOR 2764332. S2CID 143836640. doi:10.1086/213247.
- White, Lawrence H (1986). «William Leggett: Jacksonian editorialist as classical liberal political economist». History of Political Economy 18 (2): 307-324. doi:10.1215/00182702-18-2-307.
- Wilentz, Sean. The Rise of American Democracy: Jefferson to Lincoln (2005).